# غلين هورست
غلين هورست (بالإنجليزية: Glynn Hurst)‏ (و. 1976  م) هو لاعب كرة قدم، من جنوب أفريقيا، ولد في بارنسلي، يلعب كمهاجم.

## روابط خارجية
- غلين هورست على موقع قاعدة بيانات كرة القدم.إي يو (الإنجليزية)
- غلين هورست على موقع Soccerbase.com (لاعب) (الإنجليزية)